# Михайленки (Житомирская область)
Михайленки (укр. Михайленки) — село на Украине, находится в Чудновском районе Житомирской области.
Код КОАТУУ — 1825855301. Население по переписи 2001 года составляет 350 человек. Почтовый индекс — 13243. Телефонный код — 4139. Занимает площадь 0,997 км².

## Адрес местного совета
13240, Житомирская область, Чудновский р-н, пгт Великие Коровинцы, ул. Вакуленчука, 4